# Shannonomyia (Shannonomyia) ovaliformis
Shannonomyia (Shannonomyia) ovaliformis is een tweevleugelige uit de familie steltmuggen (Limoniidae). De soort komt voor in het Neotropisch gebied.